# Roger Foulon
Roger Foulon (Thuin, 3 d'agost de 1923-ibidem, 23 de febrer de 2008) escriptor belga en francès. Fou autor de més de 120 obres, va ser membre de l'Association des Écrivains belges de Langue française en de l'Académie royale de langue et de littérature françaises de Belgique.

## Obres seleccionades
- L'espérance abolie, 1976.
- Un été dans la Fagne, Brussel·les, 1980.
- Vipères, Brussel·les, 1981.
- Barrages, Brussel·les, 1982.
- Déluge, Brussel·les, 1984.
- Naissance du monde, 1986.
- Les tridents de la colère, 1991.
- L'homme à la tête étoilée, 1995.